# Montréal-la-Cluse
Montréal-la-Cluse är en kommun i departementet Ain i regionen Auvergne-Rhône-Alpes i östra Frankrike. Kommunen ligger  i kantonen Nantua som ligger i arrondissementet Nantua. Kommunens areal är 12,83 km². År 2022 hade Montréal-la-Cluse 3 584 invånare.

## Befolkningsutveckling
Antalet invånare i kommunen Montréal-la-Cluse
Referens: INSEE